# Michel Risque
Michel Risque est un personnage fictif de la bande dessinée québécoise comique de même nom, créé par Pierre Fournier et Réal Godbout.

## Historique
Michel Risque a été imaginé et créé par Réal Godbout en 1975 et quelques courtes histoires dont une parue dans Mainmise un peu plus tard. Puis, avec la participation de Pierre Fournier comme co-scénariste, la série « Michel Risque » s’est développée dans le magazine Croc à partir de 1979 ainsi que dans la collection Croc Albums.
C'est dans les aventures de Michel Risque qu'est pour la première fois apparu l'un des personnages les plus populaires de la bande dessinée québécoise, Red Ketchup, créé par le duo Godbout-Fournier.

## Le personnage
Héros québécois à la mâchoire carrée et à la silhouette rectangulaire, naïf sympathique, Michel Risque parcourt le monde dans des aventures le menant du Québec à la Sibérie, en passant par la Floride et même la Lune. 
Il se marie avec une jeune femme grassouillette répondant au nom de Thérèse Poupart, surnommée Poupoune, qui sera enlevée par des trafiquants de drogue.

## Albums
- Le savon maléfique
- Michel Risque en vacances
- Cap sur Poupoune
- Le droit chemin
- Destination Z